# Doom II: Hell on Earth
Doom II: Hell on Earth est un jeu vidéo de tir à la première personne (FPS) développé par id Software et publié sur MS-DOS par GT Interactive le 30 septembre 1994 en Amérique du Nord et le 10 octobre 1994 en Europe.
Le jeu a également été porté sur Macintosh en 1995, sur Game Boy Advance en 2002, puis sur Xbox et Xbox 360 en 2010 et en 2012 respectivement.
Doom II fait suite  à Doom, publié en 1993 et s’inscrit dans la lignée du précédent titre développé par id Software, Wolfenstein 3D. Le jeu se déroule dans un futur proche peu après les événements décrits dans Doom, le joueur incarnant un Marine spatial (le Doomguy) découvrant que la Terre a été envahie par des démons à son retour de l’enfer. Pour sauver l’humanité, le joueur doit d’abord aider les survivants à s’enfuir à bord d’un vaisseau spatial avant de s’attaquer à la source de l’invasion. Pour cela, il doit traverser des niveaux peuplés de nombreuses créatures hostiles qu’il peut combattre à l'aide des armes et des bonus trouvés au fur et à mesure de son avancée dans le jeu.
Comme son prédécesseur, Doom II connaît un important succès critique et commercial.

## Synopsis
Le jeu se déroule à l'arrivée sur Terre du Marine (Doomguy). Mais une fois arrivé, il s'aperçoit que les démons ont attaqué la Terre, tué son lapin de compagnie et détruit une bonne partie de la population mondiale. Le Doomguy se lance dans un combat désespéré pour stopper l'invasion démoniaque et sauver les humains encore en vie.

## Système de jeu

### Présentation
Doom II est un jeu de tir à la première personne reprenant les concepts introduits par id Software dans Wolfenstein 3D et réutilisé dans Doom. Comme dans ceux-ci, le joueur évolue dans des environnements en trois dimensions qu’il observe en vue subjective et qu'il doit traverser sans que son personnage ne meure. Chaque niveau du jeu est en effet peuplé de créatures hostiles que le joueur est amené à combattre – à l’aide d’armes qu’il récupère au fur et à mesure de sa progression – pour pouvoir avancer et en atteindre la sortie. Les niveaux sont plus ouverts que dans le jeu précédent.

### Ennemis
Au fur et à mesure qu’il progresse dans le jeu, le joueur est amené à combattre des ennemis de plus en plus puissants mais ayant chacun des points forts et des points faibles. Certains d'entre eux sont similaires à ceux présent dans Doom mais le jeu incorpore de nouvelles créatures comme le Mancubus, le Revenant, le Pain Elemental, le Hell Knight (version plus faible du Baron of Hell), l'Arachnotron, le Former Commando et l'Arch Vile. Le monstre final est une représentation de Baphomet (nommé « Icon of sin », littéralement, « icône du pėché »), qui fonctionne grâce à un générateur de monstres situé dans sa tête, et que l'on tue sans l'avoir vu. En utilisant un cheat-code permettant de traverser les murs, il est possible de visualiser ce générateur de monstres, qui est représenté par la tête de John Romero.

### Équipement
Pour combattre les nombreux ennemis présents dans le jeu, le personnage ne dispose au départ que de ses poings et d'un pistolet. En progressant dans le jeu, le joueur est cependant amené à découvrir de nouvelles armes de plus en plus puissantes, incluant un fusil à pompe, un minigun, un lance-roquettes, un fusil à plasma et une tronçonneuse. La plupart des armes sont similaires à celles présentes dans Doom mais le jeu incorpore une nouvelle arme, le « super shotgun », un fusil à double canon plus puissant que le fusil de base mais avec une cadence de tir moins élevée.
Au niveau des objets bonus (items) disponibles dans le jeu, la seule amélioration est la Megasphere, qui amène la santé et l'armure du joueur à 200 %, quels que soient les niveaux de santé d'armure et de santé d'origine du joueur.
Les textures du jeu (intégrées dans un nouveau fichier d'extension .wad) ont aussi été revues et améliorées.

### Interface
L’interface du jeu est similaire à celle de Doom. La majeure partie de l’écran est occupée par ce que voit le joueur, c’est-à-dire l’environnement et les ennemis en face de lui. En bas au centre de cette zone, le joueur peut voir quelle arme se trouve dans sa main. Le bas de l’écran est occupé par une barre présentant l'inventaire et le statut du personnage. Celle-ci liste les armes et la quantité de munitions dont le joueur dispose et indique la quantité de points de vie et de blindage que le joueur possède. Au centre de la barre de statut se trouve également un portrait du personnage dont l’état s’aggrave au fur et à mesure qu’il perd des points de vie.

## Versions et extensions

### Versions
La version originale du jeu est publiée sur MS-DOS par GT Interactive le 30 septembre 1994 en Amérique du Nord et le 10 octobre 1994 en Europe. Le jeu a également été porté sur Macintosh en 1995, sur Game Boy Advance en 2002, puis sur Xbox et Xbox 360 en 2010 et en 2012 respectivement.

### Extension
Le jeu a bénéficié d'une première extension, baptisée Master Levels for Doom II, publiée le 26 décembre 1995. Celle-ci inclut vingt nouveaux niveaux, créés par divers auteurs sous contrat, ainsi qu'un niveau secret. En bonus, l'extension inclut 1 830 WAD téléchargeables gratuitement sur Internet. Cette compilation, Maximum Doom, n'est disponible que dans la version publiée en 1995.
Une nouvelle extension, baptisée No Rest for the Living, a été développé par Nerve Software pour la sortie de Doom II sur Xbox Live Arcade pour la Xbox 360. Celle-ci est constituée de huit niveaux et d'un niveau secret et accompagne également la version de  Doom II incluse dans Doom 3: BFG Edition et dans la compilation Doom Classic Complete destinée au PlayStation Network.
Le 3 mars 2022, John Romero annonce la sortie d'un nouveau niveau vendu 5$ au profit des actions de la Croix Rouge et du Fonds central d'intervention d'urgence des Nations unies dans le cadre de l'invasion de l'Ukraine par la Russie en 2022,.

## Accueil

### Critiques
| Doom II               |      |           |
| Média                 | Nat. | Notes     |
| Computer Gaming World | US   | 4.5/5     |
| Edge                  | UK   | 9/10 (PC) |
| Entertainment Weekly  | US   | A         |
| Game Revolution       | US   | B         |
| GameSpot              | US   | 85 %      |
| Gen4                  | FR   | 91%       |
| Joystick              | FR   | 55 %      |

### Ventes
Pour sa sortie, 600 000 exemplaires du jeu sont mis en ventes, les distributeurs prévoyant au départ qu'il faudra un trimestre pour écouler ces stocks. Ces derniers sont cependant épuisés au bout de seulement un mois, permettant à Doom II d'être le deuxième jeux vidéo sur CD-ROM le plus vendu en 1994 malgré une sortie fin septembre,. Au total, le jeu s'est écoulé à environ 1,8 million d'exemplaires et a généré plus de 100 millions de dollars de revenus, dont 80 millions aux États-Unis et 20 millions en Europe.

### Récompenses
En 1994, le jeu a été désigné « Jeu de l'année » par les magazines Computer Gaming World et PC Gamer.

## Postérité

### Polémique
Doom avait déjà provoqué de nombreuses polémiques de par son côté réaliste et violent. Dans ce deuxième volet, ce sont les niveaux secrets qui sont en cause.
- le niveau secret 31 où l'on pouvait voir les portraits de Adolf Hitler a été accusé de promouvoir le nazisme. Ce niveau était un clin d'œil au jeu Wolfenstein 3D (parsemé de références nazies car l'action s'y déroulait en territoire nazi) en reprenant le premier niveau de ce jeu de l'éditeur id Software et l'un de ses protagonistes, le Commando SS ;
- le niveau secret 32 (nommé « Grosse ») a été accusé d'encourager les infanticides car le joueur devait achever des enfants pendus pour finir le niveau. Derrière ces images macabres, les connaisseurs auront reconnu dans ces personnages Commander Keen, le personnage fétiche du premier jeu à succès d'id Software.